# Paula (film, 2016)
Pour les articles homonymes, voir Paula.
Pour plus de détails, voir Fiche technique et Distribution.
Paula (Paula — Mein Leben soll ein Fest sein) est un film allemand réalisé par Christian Schwochow, sorti en 2016. Il retrace la vie de l'artiste-peintre Paula Modersohn-Becker.

## Synopsis
En 1900 dans le nord de l’Allemagne, Paula Becker, 24 ans, recherche la liberté, la gloire, le droit de jouir de son corps, et peindre avant tout. Malgré l’amour et l’admiration de son mari, le peintre Otto Modersohn, le manque de reconnaissance dans son pays la pousse à tout quitter pour aller vivre à Paris, la ville des artistes. Elle entreprend dès lors une aventure qui va bouleverser son destin. Paula Modersohn-Becker devient la première femme peintre à imposer son propre langage pictural.

## Fiche technique
- Titre allemand : Paula
- Titre français : Paula
- Titre anglais :
- Réalisation : Christian Schwochow
- Scénario : Stefan Kolditz et Stephan Suschke
- Photographie : Frank Lamm
- Montage: Jens Klüber
- Musique: Jean Rondeau
- Direction artistique : Silvia Fischer et Anna-Maria Otte
- Costumes : Frauke Firl
- Pays d'origine :  Allemagne
- Langue : allemand-français
- Long métrage de fiction - drame
- Durée : 123 minutes
- Dates de sortie : 
  -  Suisse : 7 août 2016 au Festival international du film de Locarno
  -  Allemagne : 15 décembre 2016
  -  France : 1er mars 2017[2]

## Distribution
- Carla Juri : Paula Modersohn-Becker
- Albrecht Schuch : Otto Modersohn
- Roxane Duran : Clara Westhoff
- Joel Basman : Rainer Maria Rilke
- Stanley Weber : Georges
- Michael Abendroth : Carl Woldemar Becker
- Bella Bading : Elsbeth, à 8 ans
- Laura Bartels : étudiante en peinture
- Guido Beilmann : Edler Herr
- Vera Lara Beilmann : dame parisienne
- Peter Brachschoss : Pfarrer Brüntjes
- Klara Deutschmann : Martha Vogeler
- Gereon Ewen : violoniste
- Nathalie Lucia Hahnen - Elevin
- Jan Hardelauf : visiteur de la galerie
- Milan Heise : visiteur de la galerie
- Jonathan Holl : visiteur du musée
- Oscar Hoppe : homme qui invite Paula à danser
- Christian Skibinski : visiteur de la galerie
- Nicki von Tempelhoff : Fritz Mackensen
- Dominik Weber : Fritz Overbeck
- Manni Laudenbach : Bredow
- Nadja Zwanziger : femme enceinte